# Ludwig Detsinyi
Ludwig Detsinyi AM (* 22. Dezember 1915 in Budapest; † 1. Juli 1997 in Beechworth, Victoria (Australien); Pseudonyme: Dets, Ludwig Adam, David Martin; offizieller Name (seit 1953): David Martin), Schriftsteller und Journalist.

## Leben
Detsinyi, Sohn einer ungarisch-jüdischen Familie, wuchs in Deutschland auf. Als Jugendlicher trat er dem Kommunistischen Jugendverband Deutschlands und anschließend der KPD bei. Nach der “Machtergreifung” der NSDAP emigrierte er 1934 zunächst nach Holland, dann nach Ungarn und Palästina. „Als die Faschisten die Spanische Republik angriffen“, berichtete er später, „war in meinem Leben plötzlich alles durcheinander. Ich wollte unbedingt nach Madrid“, um im spanischen Bürgerkrieg die Volksfrontregierung gegen die Franco-Putschisten zu unterstützen. Mit einigen anderen jungen Männern verließ er Palästina in Richtung Spanien. Aufgrund seiner sprachlichen Kompetenzen und nachdem er in Palästina eine Erste-Hilfe-Ausbildung erhalten hatte, wurde er als Sanitäter im Dimitroff- und im Lincoln-Bataillon der 15. Internationalen Brigade eingesetzt. In Spanien begann sein schriftstellerisches Leben. Gedichttexte, die er zu diesem Zeitpunkt noch auf Deutsch schrieb, befestigte er an Bäumen und Telegrafenmasten – "für die „stretcherbearers and first-aidmen“ –, sandte sie aber auch an deutschsprachige Exilmedien. Exilverlage und die Publikationen der Internationalen Brigaden verbreiteten sie. Er schrieb das Lied von der Jaramafront. Es wurde wenig später vertont und durch den Arbeiter-Sänger Ernst Busch weltbekannt und ist Titelmelodie des Filmes Fünf Patronenhülsen von Frank Beyer. Ernst Busch übernahm auch andere Liedtexte von Detsinyi. Dessen in Spanien entstandene Gedichte wurden u. a. in der Neuen Weltbühne, in der AIZ, in der von Johannes R. Becher herausgegebenen Internationalen Literatur und in der von Brecht, Feuchtwanger und Bredel herausgegebenen Zeitschrift Das Wort veröffentlicht. Ende April 1938 verließ Detsinyi Spanien und gelangte über Paris zu seinen Eltern nach London. Dort, so heißt es, habe er am Ende einer großen Solidaritätsmanifestation zugunsten der spanischen Volksregierung und angesichts der Entwicklung in Deutschland entschieden, nicht weiter in deutscher Sprache zu schreiben. Nach Zwischenstationen für britische Zeitungen und für die BBC ging er 1948/49 nach Indien und lebte seit 1949 in Australien. 1951 trat er in die australische KP ein, aus der er 1959 austrat. Detsinyi arbeitete als Journalist für verschiedene australischen Zeitungen und entfaltete eine rege schriftstellerische Tätigkeit in unterschiedlichen Genres (Romane, Gedichte, Kinderbücher, Kurzgeschichten). Seine Spanienerlebnisse veröffentlichte er 1991 unter dem Titel „My Strange Friend“. In diesem Jahr erhielt er auch den „Patrick White Award“. 1988 wurde er für seine Verdienste um die Literatur zu Member des Order of Australia ernannt.

## Publikationen

### Auswahl deutschsprachiger Titel
- Dets: Brief aus Spanien. In: Das Wort. Heft 8, 1937, S. 110.
- L. Adam: Vor dem Gefecht. In: Das Wort. Heft 4, 1938, S. 131.
- L. Detsinyi: Peter. Zum Gedächtnis des Sanitäters Peter vom Dimitroff-Bataillon, gefallen vor Brunete. In: Das Wort. Heft 5, 1938, S. 77.
- L. Detsinyi: Fünfzehn gefallene Genossen. In: Das Wort. Heft 5, 1938.
- L. Adam: Hört ihr? in: E. Weinert (ausgewählt und eingeleitet): Die Fahne der Solidarität. Deutsche Schriftsteller in der Spanischen Freiheitsarmee 1936–1939. Berlin 1953, S. 9.
- L. Adam: Jack Sirai. In: E. Weinert (ausgewählt und eingeleitet): Die Fahne der Solidarität. Deutsche Schriftsteller in der Spanischen Freiheitsarmee 1936–1939. Berlin 1953, S. 304f.
- L. Adam: Blinder Genosse. In: E. Weinert (ausgewählt und eingeleitet): Die Fahne der Solidarität. Deutsche Schriftsteller in der Spanischen Freiheitsarmee 1936–1939. Berlin 1953, S. 451.
- L. Detsinyi: Lied von der Jaramafront. In: W. Bredel: Spanienkrieg I. hrsg. von M. Hahn. Berlin/Weimar 1977, S. 233.
- D. Martin: Die Steine von Bombay. Roman. Berlin 1954.

### Englischsprachige Bücher
- 1942 Battlefields and girls
- 1946 Tiger Bay
- 1946 The shoes men walk in
- 1946 The shepherd and the hunter
- 1949 Birth of a miner
- 1950 The stones of Bombay
- 1953 From life
- 1954 Rob the robber
- 1958 Poems of David Martin 1938–1958
- 1961 Spiegel the cat: a story poem (nach Gottfried Kellers Spiegel, das Kätzchen)
- 1962 The young wife
- 1963 Eight by eight
- 1965 The hero of too
- 1966 The gift: poems 1959–1965
- 1967 The King between
- 1968 The idealist
- 1969 Where a man belongs
- 1970 On the road to Sydney
- 1971 Hughie
- 1972 Frank and Francesca
- 1972 Gary
- 1973 The Chinese boy
- 1974 The cabby’s daughter
- 1974 Katie
- 1975 Mister P and his remarkable flight
- 1977 The devilish mystery of the flying mum
- 1978 The man in the red turban
- 1978 I’ll take Australia
- 1978 The mermaid attack
- 1980 I rhyme my time
- 1981 Foreigners
- 1983 Peppino
- 1984 Armed neutrality for Australia
- 1985 The girl who didn’t know Kelly
- 1987 Fox on my door
- 1987 The kitten who wouldn’t purr
- 1988 Clowning Sim
- 1991 My strange friend: an autobiography
- 1993 David Martin’s Beechworth book: poems